# Tovah Feldshuh
Terri Sue "Tovah" Feldshuh (27 de diciembre de 1952) es una actriz, cantante y directora teatral estadounidense. Ha sido estrella de Broadway durante más de cuatro décadas. Feldshuh ha estado nominada cuatro veces a los Premios Tony, dos veces a los Premios Grammy y recibió varios premios por su actuación cinematográfica, teatral y televisiva. En cine, sus trabajos más conocidos son en A Walk on the Moon, She's Funny That Way y Kissing Jessica Stein. Tuvo un papel destacado en la serie de televisión de AMC The Walking Dead como Deanna Monroe.

## Primeros años
Tovah Feldshuh nació en una familia judía en la ciudad de Nueva York. Sus padres fueron Lillian Kaplan y Sidney Feldshuh, que era abogado. Su hermano David Feldshuh ganó un premio Pulitzer por nominación dramática en la película Miss Evers 'Boys.
Se crio en Scarsdale, Nueva York, una comunidad próspera en el condado de Westchester, y se graduó en el Sarah Lawrence College. Comenzó su carrera con el director Michael Langham en el Teatro Guthrie, donde recibió un galardón por su papel en la obra McKnight Fellowship.

## Carrera
Tovah Feldshuh apareció en el escenario con el nombre de "Terri Fairchild", antes de decidir incorporar su nombre hebreo y su apellido original como su nombre profesional, Tovah Feldshuh.